# 蒙特罗达 (洛泽尔省)
蒙特罗达（法語：Montrodat）是法国洛泽尔省的一个市镇，属于芒德区（Mende）马尔韦若尔县（Marvejols）。该市镇总面积20.65平方公里，2009年时的人口为1151人。

## 人口
蒙特罗达人口变化图示